# Cmentarz prawosławny w Ślipczu
Cmentarz prawosławny w Ślipczu – nekropolia prawosławna w Ślipczu, utworzona na potrzeby miejscowej parafii po 1875, użytkowana do końca II wojny światowej.

## Historia i opis
Data powstania cmentarza nie jest znana. Cmentarz został urządzony najprawdopodobniej po przemianowaniu unickiej cerkwi w Ślipczu na prawosławną wskutek likwidacji unickiej diecezji chełmskiej w 1875. Był użytkowany przez miejscową ludność prawosławną do końca II wojny światowej i wysiedlenia prawosławnych Ukraińców. Ostatnie datowane nagrobki pochodzą z czasów II wojny światowej. Po wojnie wraz z wysiedleniami, został porzucony.
Na początku lat 90. XX wieku na terenie nekropolii znajdowało się kilkanaście nagrobków, wykonanych z żeliwa lub kamienia. W 2016 r. teren cmentarza był w stanie nieuporządkowanym. Na cmentarzu znajdują się prostopadłościenne postumenty oraz postumenty z nadwarstwami. Znajduje się na nim również rozbity, pochodzący z końca XIX w., żeliwny słup z dekoracją neogotycką. Inskrypcje na nagrobkach wykonane zostały w języku cerkiewnosłowiańskim. Na cmentarzu rosną samosiewy topoli, klonu i lipy, jak również krzewy tarniny, czarnego bzu oraz bzu lilaka.